# Trichostylum curryi
Trichostylum curryi är en tvåvingeart som beskrevs av Barraclough 1992. Trichostylum curryi ingår i släktet Trichostylum och familjen parasitflugor. Inga underarter finns listade i Catalogue of Life.